# Agrestina
Agrestina là một đô thị thuộc bang Pernambuco, Brasil. Đô thị này có diện tích 198,86 km², dân số năm 2007 là 21712 người, mật độ 109,18 người/km².